# Morańce
Morańce (ukr. Мор'янці) – wieś na Ukrainie, w rejonie jaworowskim obwodu lwowskiego. Wieś liczy około 490 mieszkańców.

## Historia
Wieś szlachecka Moranice, własność Fredrów, położona była w 1589 roku w ziemi przemyskiej województwa ruskiego. 
W drugiej połowy XIX wieku właścicielem dóbr tabularnych Morańce był br. Seweryn Horoch.
W II Rzeczypospolitej do 1934 samodzielna gmina jednostkowa. Następnie należała do zbiorowej wiejskiej gminy Szutowa w powiecie jaworowskim w woj. lwowskim. Po wojnie wieś weszła w struktury administracyjne Związku Radzieckiego.